# オオハマボウ

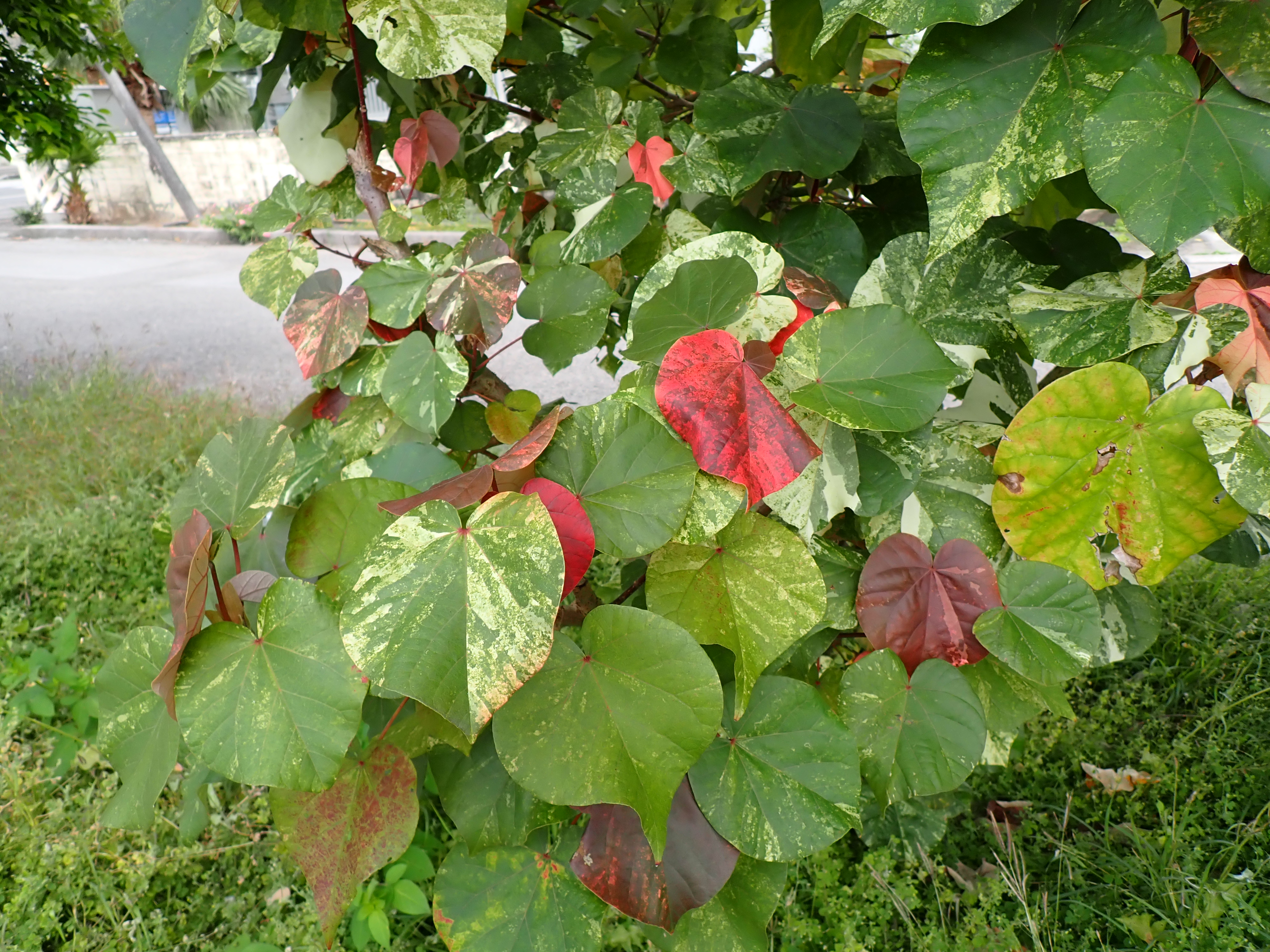
フイリオオハマボウの葉
（2025年4月 沖縄県石垣市 植栽）

オオハマボウ（大浜朴、学名：Talipariti tiliaceum）は、アオイ科の常緑高木。別名はユウナ（右納、沖縄や奄美地方の呼び名）、ヤマアサ。また、ハワイでは「ハウ」と呼ばれる。
和名の由来は、ハマボウに似て、花も葉も一回り大きいことから。

## 分類
オオハマボウはリンネの『植物の種』（Species Plantarum; 1753年）でフヨウ属の Hibiscus tiliaceus として記載された種であるが、2001年にポール・フリュクセル（Paul Fryxell）はオオハマボウを含め従来アオイ科フヨウ属に分類されていたいくつかの種を Talipariti という新たに設けた属に移す論文を発表した。ここで提案された新たな学名 Talipariti tiliaceum は複数のデータベースにおいて正名とされている。

## 特徴
高さ4-12mになる常緑の小高木。枝はよく分岐して、樹皮は繊維質になる。
葉は円心形、心脚で先端はわずかに尖る。葉の長さは10-15cm、表面は緑色で無毛、光沢があり、裏面は短い星状毛を密生して灰白色。
丸っこい花をつけ、花色は黄色、オレンジ色などがある。葉はハート形で、基部の両側が重なって、ほとんど円形に近くなる。
自生状態では、海岸に多く、砂浜の後ろ側やマングローブの後縁に群落を作る。その足下にはイボタクサギなどを伴うことが多い。朝と昼で花の色が変わる。街路樹や公園に植えられることも多い。密に葉をつけたこんもりした樹形になる。

## 分布と生育環境
日本では、種子島、屋久島以南、琉球列島各島に分布、国外では、それ以南の亜熱帯-熱帯地域に分布する。

## 利用
海岸の防風林、防砂林として利用される。
葉が大きく、香りもよいため、中国福建省、広東省、台湾などで餡入り団子を蒸す時の敷物として用いられる。また、咳止めや腫れ止めの民間薬としても利用された。古くは包装用や皿としても用いられた。
樹皮は繊維に富むため、これを加工してロープや魚網などの原料とした。また、材からは水中めがねも作られた。
根は煎じて解熱剤とする。
秋篠宮家第二女子・佳子内親王のお印でもある。

## 諸言語における呼称
- 英語: sea hibiscus, linden hibiscus, mahoe[4]

ケニア:
- スワヒリ語: mtakawa;〔バジュン方言〕mkungu-wazimu[5]

ミャンマー:
- ビルマ語: သင်ပန်း